# Amreli

Stadens och distriktets läge i Gujarat.

Amreli är en stad i delstaten Gujarat i Indien, och är administrativ huvudort för ett distrikt med samma namn. Folkmängden uppgick till 105 573 invånare vid folkräkningen 2011, med förorter 117 967 invånare.